# Río Asón
Río Asón este o arie protejată (arie specială de conservare — SAC, sit de importanță comunitară — SCI) din Spania întinsă pe o suprafață de 530,44 ha, integral pe uscat.

## Localizare
Centrul sitului Río Asón este situat la coordonatele 43°15′56″N 3°27′24″W / 43.2655°N 3.4566°V.

## Înființare
Situl Río Asón a fost declarat sit de importanță comunitară în decembrie 1997 pentru a proteja 5 specii de plante și 8 specii de animale. Situl a fost protejat și ca arie specială de conservare în decembrie 2015.

## Biodiversitate
Situată în ecoregiunea atlantică, aria protejată conține 11 habitate naturale: Păduri de fag acidofile atlantice, cu subarboret de Ilex și, uneori, de asemenea, Taxus, la nivelul arbuștilor (Quercion robori-petraeae sau Ilici-Fagenion), Păduri aluvionare cu Alnus glutinosa și Fraxinus excelsior (Alno-Padion, Alnion incanae, Salicion albae), Pajiști uscate seminaturale și facies de acoperire cu tufișuri pe substraturi calcaroase (Festuco-Brometalia) (* situri importante pentru orhidee), Pajiști umede mediteraneene cu ierburi înalte de Molinio-Holoschoenion, Păduri de stejar galițio-portugheze cu Quercus robur și Quercus pyrenaica, Păduri de stejar sau de stejar și carpen sub-atlantice și medio-europene de Carpinion betuli, Matorral arborescenți cu Laurus nobilis, Păduri de Castanea sativa, Păduri de Quercus ilex și Quercus rotundifolia, Pajiști uscate europene, Pante stâncoase calcaroase cu vegetație casmofită.
La baza desemnării sitului se află mai multe specii protejate:
- plante (5): Culcita macrocarpa, Dryopteris corleyi, Soldanella villosa, Trichomanes speciosum, Woodwardia radicans
- mamifere (1): Galemys pyrenaicus
- nevertebrate (4): Austropotamobius pallipes, Elona quimperiana, fluturele auriu (Euphydryas aurinia), rădașcă (Lucanus cervus)
- pești (3): Alosa alosa, Parachondrostoma miegii, somonul (Salmo salar)